# Hydaticus
Hydaticus es un género de coleópteros adéfagos  perteneciente a la familia Dytiscidae. 

## Especies
- Hydaticus apicalis
- Hydaticus aruspex
- Hydaticus austriacus
- Hydaticus batchianensis
- Hydaticus bihamatus
- Hydaticus bilineatus
- Hydaticus bimarginatus
- Hydaticus bivittatus
- Hydaticus bowringii
- Hydaticus brunnipennis
- Hydaticus caffer
- Hydaticus capicola
- Hydaticus chevrolati
- Hydaticus cinctipennis
- Hydaticus comari
- Hydaticus congestus
- Hydaticus consanguineus
- Hydaticus continentalis
- Hydaticus decorus
- Hydaticus definitus
- Hydaticus discoidalis
- Hydaticus dorsiger
- Hydaticus flavolineatus
- Hydaticus flavomaculatus
- Hydaticus fulvicollis
- Hydaticus galla
- Hydaticus goryi
- Hydaticus grammicus
- Hydaticus havaniensis
- Hydaticus histrio
- Hydaticus hybneri
- Hydaticus insularis
- Hydaticus isabelii
- Hydaticus jucundus
- Hydaticus lateralis
- Hydaticus leucogaster
- Hydaticus luczonicus
- Hydaticus mathesoni
- Hydaticus meridionalis
- Hydaticus myriophylli
- Hydaticus notula
- Hydaticus pacificus
- Hydaticus quadrinodosus
- Hydaticus satoi
- Hydaticus sellatus
- Hydaticus seminiger
- Hydaticus signatipennis
- Hydaticus smithii
- Hydaticus subfasciatus
- Hydaticus transversalis
- Hydaticus variegatus
- Hydaticus velatus